# Václav Vaňka
Václav Vaňka (ur. 3 listopada 1798 w Pradze, zm. 27 lipca 1872 tamże) – czeski prawnik i polityk, burmistrz Pragi w latach 1848–1861.

## Życiorys
Ukończył studia na Wydziale Prawa Uniwersytetu Karola, następnie pracował jako urzędnik skarbowy, a od 1834 roku jako prawnik w Czeskich Budziejowicach. Następnie przeniósł się do Pragi. W 1848 roku, po rezygnacji burmistrza Tomáša Pštrossa został wybrany burmistrzem miasta, posiadając poparcie zarówno Czechów, jak i władz państwowych. 
Jako burmistrz miasta był gospodarzem Kongresu Słowiańskiego w Pradze. Po wybuchu powstania praskiego współpracował z generałem Alfredem Windischgrätzem, wystąpił także z petycją do praskiej rady miejskiej, aby ta skrytykowała działalność Sejmu Ustawodawczego i austriackich rewolucjonistów. W październiku 1849 roku złożył rezygnację, pozostał jednak burmistrzem i brał udział w przygotowaniu statutu Pragi. Z powodu tego, że w 1851 roku zawieszono do odwołania organizację wyborów samorządowych pełnił funkcję burmistrza aż do 1861 roku.